# Nguyễn Hữu Phúc
Nguyễn Hữu Phúc (sinh ngày 20 tháng 12 năm 1992) là một cầu thủ bóng đá người Việt Nam hiện đang thi đấu ở vị trí hậu vệ cho câu lạc bộ Hải Phòng.

## Sự nghiệp
Ngày 18 tháng 1 năm 2017, Hữu Phúc đã có trận đấu ra mắt trong màu áo của câu lạc bộ SHB Đà Nẵng. Tại đây, anh đã ghi bàn thắng vào phút thứ 60 giúp cho SHB Đà Nẵng giành được trận hòa 1–1 trong chuyến làm khách trước QNK Quảng Nam.